# Carl von Brandis

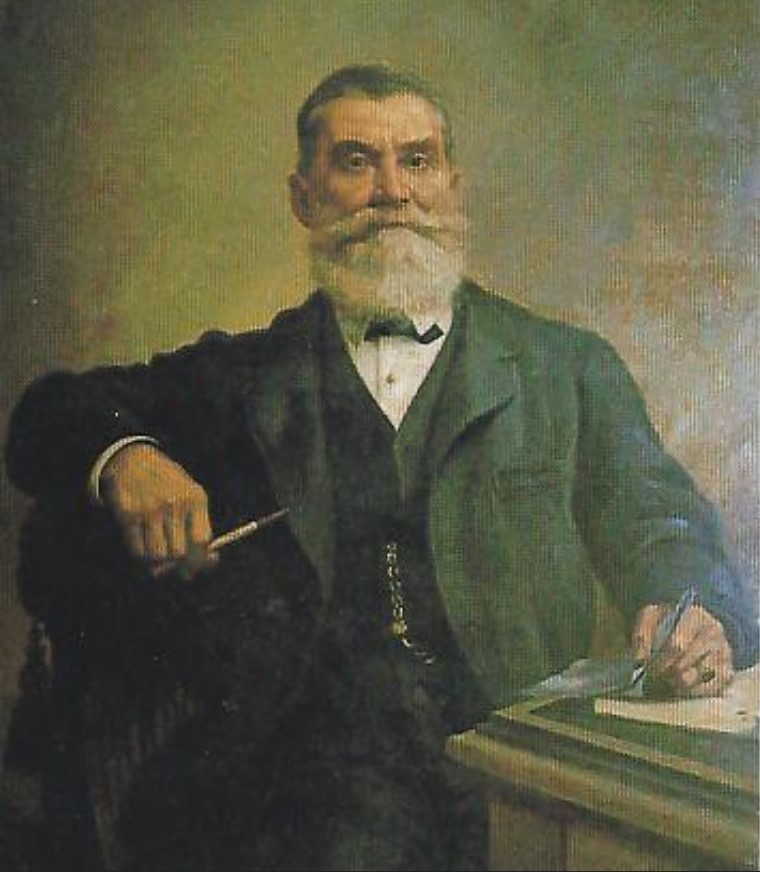
Captain Carl von Brandis, 1887 erster Präsident des Johannesburg Turf Clubs;
Ölgemälde im Africana Museum

Carl von Brandis und Namensvarianten (geboren 12. September 1827 in Burgdorf bei Hannover; gestorben 22. Juni 1903 in Johannesburg) war ein deutscher Landdrost und Offizier. Er gilt als Gründer und „Vater von Johannesburg“, der später größten Stadt in der Republik Südafrika.

## Leben

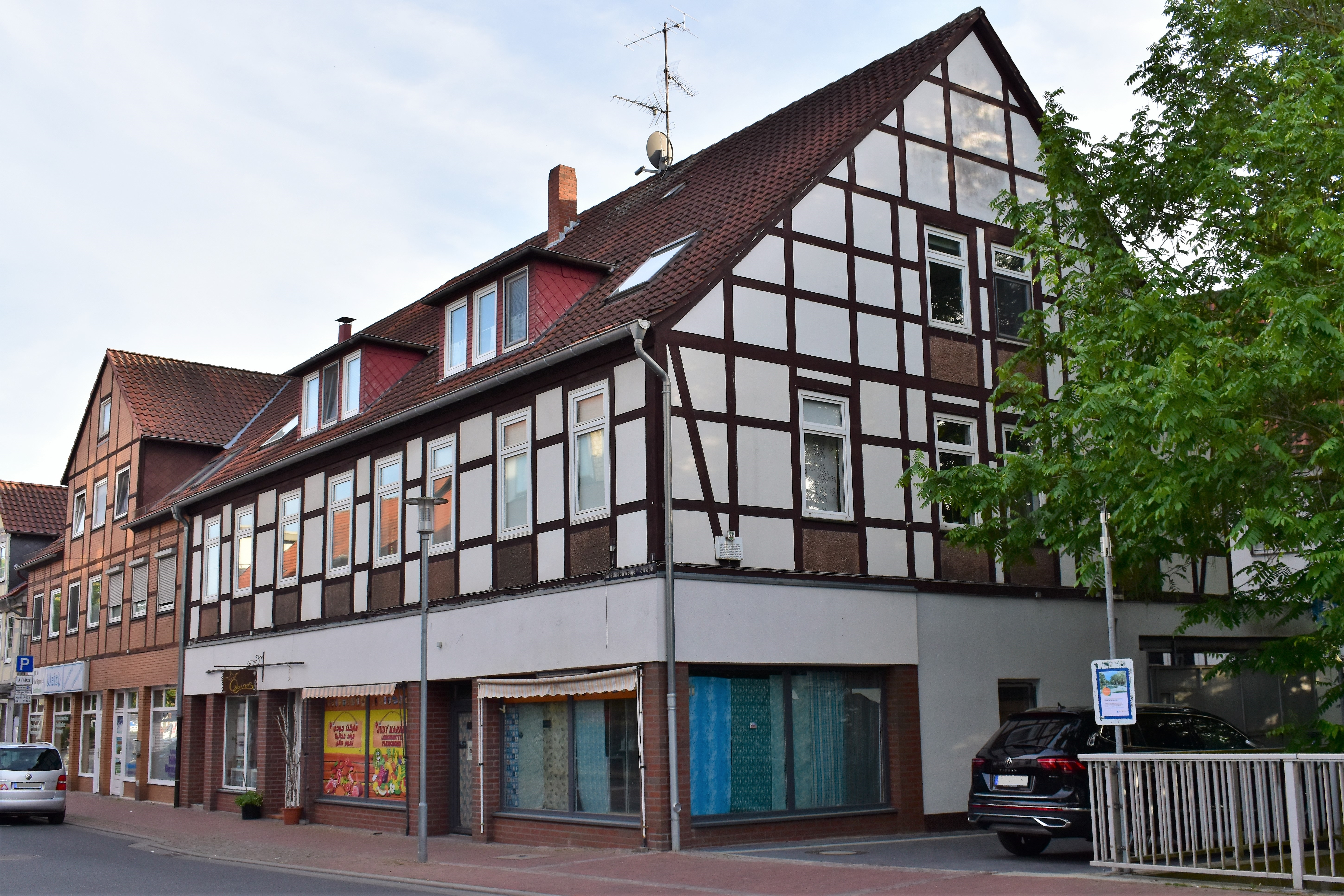
Von Brandis Geburtshaus Braunschweiger Straße 1 in Burgdorf

Carl von Brandis war ein Angehöriger des Stadtgeschlechtes von Brandis in vierter Linie, deren männliche Mitglieder häufig als Militärs gedient hatten. Sein Vater und sein Großvater hatten unter Arthur Wellesley, 1. Duke of Wellington in den Koalitionskriegen gegen die Truppen von Napoleon Bonaparte auf der Peninsula und in der Schlacht bei Waterloo gekämpft.
An seinem Geburtsort in Burgdorf in der Braunschweiger Straße 1 erinnert eine an seinem Geburtshaus angebrachte Gedenktafel an ihn.
Seine Militärkarriere begann von Brandis 1842 mit einer zweijährigen Ausbildung an der Kadettenschule in Hannover, bevor er als Kadett-Sergeant, ab 1845 im Militärdienst der k.k. Armee des Kaisertums Österreich in Österreich-Ungarn und unter Feldmarschall Josef Wenzel Radetzky von Radetz im Sardinischen Krieg kämpfte. In diesem Feldzug wurde von Brandis 1848 mit der der Tapferkeitsmedaille ausgezeichnet, bevor er 1855 den kaiserlichen Dienst im Rang eines Oberleutnants quittierte.
Am 28. Januar 1856 heiratete von Brandis in Burgdorf Mathilde, geborene Hühne („Matilda Hohne“). Noch im selben Jahr setzte er in einer wochenlangen Reise im November 1856 mit anderen Angehörigen der ehemaligen British-German Legion als willkommener Militärkolonist und – wie von der südafrikanischen Regierung gefordert mit „seiner Familie“ zur Ansiedlung nach Britisch-Kaffraria im Süden Afrikas über. Nach verschiedenen Zwischenstationen übernahm er 1857 das Kommando über eine Wehrsiedlung, die er nach seiner Heimat Hannover benannte.
Am 13. Mai 1857 starb von Brandis Ehefrau; danach auch sein erster Sohn.
Zeitweilig übte von Brandis als Captain in Wakkerstroom die Funktion eines Landdrostes aus.
Ebenfalls noch 1857 assistierte von Brandis nach Vermittlung durch Baron Richard von Stutterheim während der Xhosakriege im Zuge der europäischen Kolonisation Afrikas und nahm Station am Kap der Guten Hoffnung des Vereinigten Königreichs. Im selben Jahr ließ sich „Carol von Brandis“ ein eigenes Wappen herrichten.
In zweiter Ehe heiratete von Brandis 1858 in Lydenburg Jane, geborene Höhne (Jane Hohne; Jane Margaret Hohne). Aus dieser Verbindung gingen ein Sohn und drei Töchter hervor.
Etwa zur gleichen Zeit übernahm von Brandis in der Verwaltung der von europäischen und insbesondere niederländischen Kolonisten gegründeten „Burenrepubliken“, der Südafrikanischen Republik und des Oranje-Freistaats, verschiedene Positionen in den Instanzen der Rechtsprechung. Ab 1859 stand er zunächst in den Diensten der Regierung des Oranje-Freistaats; um 1868 folgte er dem Gründer und Präsidenten der Südafrikanischen Republik, Marthinus Wessel Pretorius, in die neu gegründete Stadt Pretoria.
Nach dem Ersten Burenkrieg 1880 bis 1881 und der Entdeckung von Goldvorkommen am Witwatersrand sandte der südafrikanische Präsident Paul Kruger von Brandis 1886 als Bergbausekretär beziehungsweise als Bergbaukommissar in das Gebiet, in das sich schnell die ersten zumeist europäischstämmigen Siedler niederließen. Am 20. September 1886 verlas er die erste regierungsamtliche Proklamation für die  Goldfelder vor Ort und begründete damit am selben Tag die Stadt Johannesburg.
Bald darauf wurde er zum Sonderlandrat beziehungsweise Landdrost der unter ihm gegründeten vormaligen Siedlung Johannesburg befördert. Seine Aufgaben umfassten sämtliche mit der Regierung, dem Bergbau und der öffentlichen Gesundheit in den Goldfeldern verbundenen Angelegenheiten. Gemeinsam mit seinem Assistenten, dem später zum Bergbaukommissar beförderten Jan Eloff, sorgte er rasch „für Ordnung in dem Gewirr von Mijnpachten und Schürfansprüchen“ der Goldgräber-Claims. Dabei und auch später musste er stets seine konservativen Vorgesetzten in Pretoria überzeugen, andererseits ein gutes Verhältnis zu den Johannesburgern wahren.
Anfangs waren die Lebens- und Arbeitsbedingungen in und um Johannesburg äußerst primitiv. Von Brandis erster Wohn- und Verwaltungssitz bestand zunächst nur aus einem Zelt an der heutigen Market Street Ecke Sauer Street. Dort vernichtete ein Wirbelsturm frühe Dokumente  unwiederbringlich. Nach dem Zuzug seiner Ehefrau und der Kinder aus Pretoria in einen notdürftig aus Holz und Eisen zusammengezimmerten, eher an einen Schuppen erinnernden Behelfsbau nahm die Familie ihren ersten festen Wohnsitz in einem neu errichteten Gebäude an den späteren Von Brandis Gardens an der Kerk Street Ecke Smal Streets. Später zogen die von Brandis in ein Haus an der Twist Street Ecke Pietersen Street in Hospital Hill.
Zu den frühen Errungenschaften von von Brandis, dem ersten Magistrat von Johannesburg, zählen die 1887 gegründete Gesundheitsbehörde sowie die Einrichtung des Johannesburg General Hospital. Ebenfalls 1887 wurde er als Erster Präsident der Pferderennbahn Turffontein Racecourse.
Wenngleich von Brandis an mehreren Orten das Amt des Landrats bekleidet hatte, sollen sein Rechtskenntnisse nicht sehr umfangreich gewesen sein. Stattdessen traf der mit richterlichen Funktionen ausgestattete Deutsche seine von der Öffentlichkeit zumeist als äußerst gerecht wahrgenommenen Entscheidungen oftmals mit „gesundem Menschenverstand“. Überliefert ist, dass er zur Urteilsfindung einmal zwei streitenden Parteien einen Zweikampf im Freien verordnete. Da er eine besondere Abneigung gegen die Inhaftierung von Personen wegen Schulden hegte, soll er insbesondere die Geldstrafen von mittellosen Frauen „immer selbst“ gezahlt haben.
1890 half von Brandis öffentliches Ansehen bei der Abwendung einer Beinahe-Staatskrise der – weißen – Herren, als der südafrikanische Präsident Paul Kruger zu einem offiziellen Besuch nach Johannesburg kam und Quartier im Hause von Brandis nahm: Nachdem eine Rede Krugers zuvor die Uitlander aufgebracht hatte und sich daraufhin abends eine Menschenmenge vor dem Haus der von Brandis versammelte, steigerte sich der Mob in einen bedrohlichen Tumult, den die Begleiter des Präsidenten kaum mit gezückten Pistolen zurückhalten konnten. Schließlich trat von Brandis aus seinem Haus und erklärte, der Präsident sei sein Gast; zudem könnte von Brandis Ehefrau aufgrund des von der Menschenmenge in ihrem Garten angerichteten Schadens „wütend auf ihn werden“. Von Brandis forderte die Demonstranten auf, „brav zu sein und nach Hause zu gehen, was sie auch prompt taten.“
Carl von Brandis wurde als unbestechlich, als Abstinenzler und – obwohl er Schnupftabak nahm – als Nichtraucher wahrgenommen. Mit seinem flachen Hut, seinem Morgenmantel, den hellen Hosen und seinem charakteristischen Hinken stand er bei zahlreichen öffentlichen Veranstaltungen im Mittelpunkt, beispielsweise bei den Eröffnungen 1888 des Globe Theatre oder 1891 des Standard Theatres. Er leitete als Vorsitzender etliche Sportvereine und war einer der ersten Treuhänder des Wanderers Club. Während des Zweiten Burenkrieges blieb er – unparteiisch – im Amt. Zudem wurde er von der Britischen Regierung zum örtlichen Standesbeamten für Geburten und Sterbefälle ernannt.
Im Jahr 1900 wurde von Brandis zum Landdrost ernannt.
1903 starb Carl von Brandis im Alter von 76 Jahren in seinem Haus an der Twist Street Ecke Pietersen Street. Der „Vater von Johannesburg“ wurde auf dem Friedhof von Braamfontein beigesetzt.

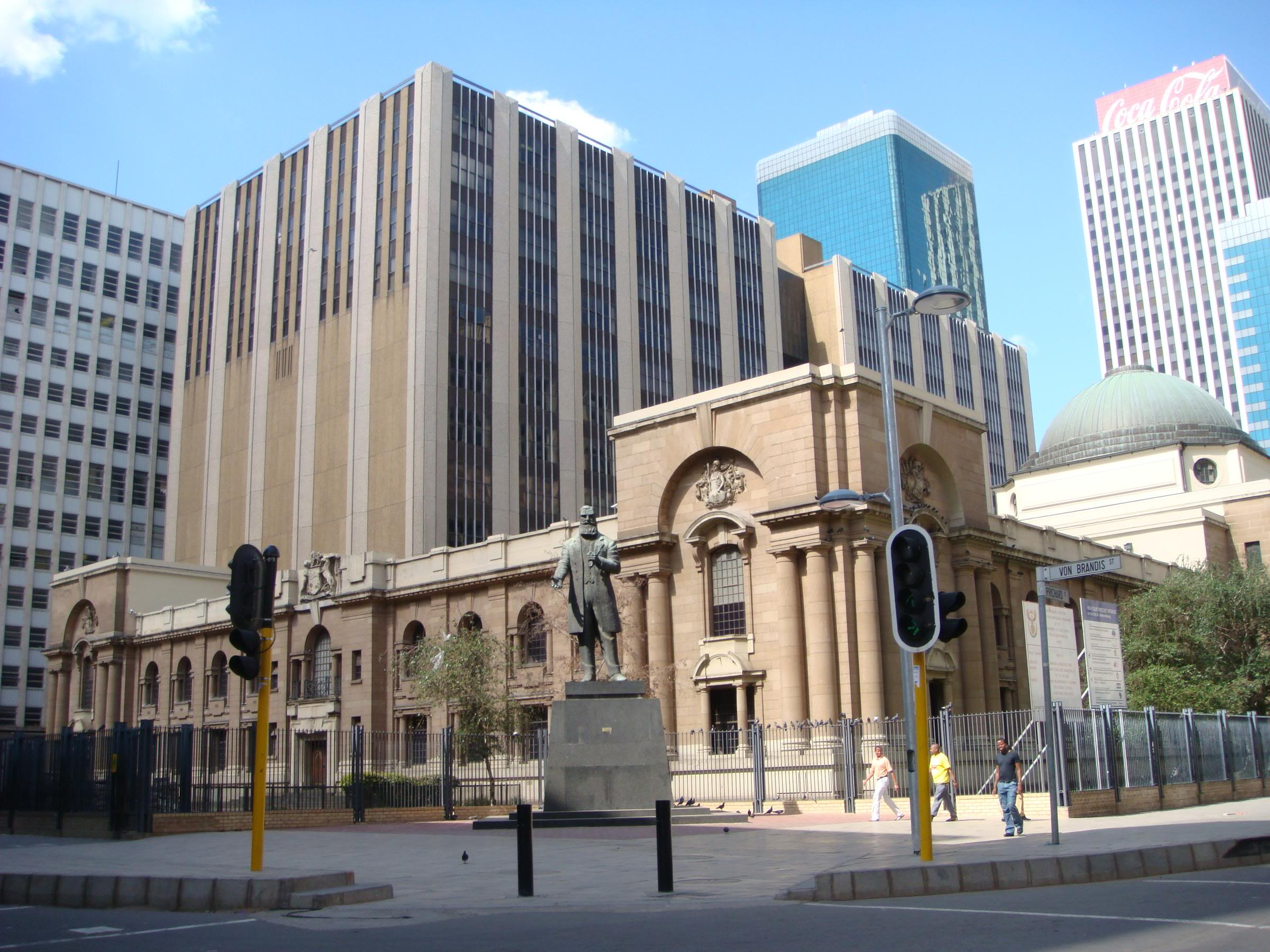
Denkmal für von Brandis vor dem Gebäude der Gauteng Local Division des Obergerichts von Südafrika in Johannesburg

## Ehrungen
- Eine Gedenktafel am Geburtshaus von von Brandis in Burgdorf, Region Hannover vermittelt eine Kurzvita.[3]
- In Johannesburg erinnert eine nach Carl von Brandis benannte Straße an den Siedlungspionier aus Burgdorf.[3]
- Neben der bekanntesten Von Brandis Street gibt es 5 weitere nach dem Burgdorfer benannte Straße in den Vororten und der Umgebung.[17]
- Die Commissioner Street im Stadtzentrum Johannesburgs nimmt Bezug auf den Bergbaukommissar.[17]
- Ein von dem Bildhauer David MacGregor geschaffenes, 1965 enthülltes Denkmal,[18] eine riesige Statue vor dem High Court am westlichen Rand der Pritchard Street,[6] aufgestellt auf dem Von Brandis Square,[2] ehrt den Gründer Johannesburgs.[6]
- Eine ähnliche Statue zum ansonsten erhaltenen Grabmal auf dem Friedhof Braamfontein Cemetery wurde nach der Jahrtausendwende gestohlen.[19]

## Familie
Carl von Brandis steht an erster Stelle vom Karlschen Zweig seines Geschlechtes. Zu seinen Vorfahren zählen seine Großeltern väterlicherseits,
- der Major Karl von Brandis (Friedrich Anton Karl von Brandis; geboren 19. Januar 1759 in Stade; gestorben 16. Oktober 1851 in Burgdorf), der sich am 8. Februar 1795 in Hudemühlen vermählte mit Friederike (Friederike Luise Sophie von Hodenberg; geboren 17. Oktober 1763 in Hudemühlen; gestorben 13. November 1838 in Burgdorf).[4]
  - Deren Sohn, der königlich hannoversche Lieutenant Eduard von Brandis (geboren 31. Mai 1800 in Horneburg; gestorben 24. November 1882 in Hamburg) heiratete am 20. Januar 1823 in Hänigsen Sophie von Lüde (geboren 30. April 1801 in Bremen; gestorben 20. Juli 1871 in Hamburg).[4]
    - Als deren ältester Sohn und als eines von fünf Geschwistern wurde der spätere Landdrost in Transvaal Karl Friedrich von Brandis geboren. Aus seiner ersten, am 28. Januar 1856 eingegangenen Ehe mit Mathilde Hühne (geboren 23. Januar 1838 in Burgdorf; gestorben 23. Januar 1857[4] oder 13. Mai 1857[11] in Kapstadt)[4] ging der Erstgeborene hervor, Peter (geboren 26. April 1857; gestorben Juli 1857), der jedoch ähnlich wie seine Mutter noch im Kindsbett verstarb.[5]

Dem zweiten Ehebund, mit Jane (Jane Margaret Charlotte Höhne; geboren 10. April 1837 in Kapstadt) entstammen folgende Kinder:[4]

1. Marie[5] oder Maria (geboren 24. April 1858 in Hanover, Britisch-Kaffraria) ehelichte 1879 den in Kapstadt tätigen Notar „Dr. jur. Frank“[4]
2. Hauptmann des Transvaal Mounted Rifles Eduard (Eduard Karl Peter von Brandis; geboren 23. August 1860 in Hanover, Britisch-Kaffraria), der nach seiner am 23. September 1882 geschlossenen Ehe mit Susanna (Ellie Susanna Jacoba Elizabeth Gröbler) sechs Kinder bekam.[4]
3. Helena (Helena Louisa May; geboren 21. März 1863 in Winburg in der Oranje-Kolonie)[4]
4. Jane (Jane Charlotte; geboren 29. Dezember 1863 in Winburg)[4]